# Филяндино (Владимирская область)
Филяндино — деревня в Камешковском районе Владимирской области России, входит в состав муниципального образования Второвское.

## География
Деревня расположена в 15 км на юго-запад от центра поселения села Второво, в 17 км на восток от Владимира и в 29 км на юго-запад от Камешково.

## История
Деревня Филяндино упоминается в прошении о постройке церкви в селе Давыдово в 1717 году. Деревня была пожалована царем Иваном Васильевичем Грозным Владимирскому Успенскому женскому монастырю.
В конце XIX — начале XX века деревня входила в состав Давыдовской волости Владимирского уезда, с 1924 года — в составе Боголюбовской волости. В 1859 году в деревне числилось 59 дворов, в 1905 году — 72 дворов, в 1926 году — 90 хозяйств.
С 1929 года деревня входила в состав Давыдовского сельсовета Владимирского района, с 1940 года — в составе Камешковского района, с 2005 года — в составе муниципального образования Второвское.

## Население
| 1859 | 1905 | 1926 |
| ---- | ---- | ---- |
| 297  | 412  | 395  |

| 1859 | 1905 | 1926 | 2002 | 2010 | 2021 |
| ---- | ---- | ---- | ---- | ---- | ---- |
| 297  | ↗412 | ↘395 | ↘223 | ↘216 | ↗290 |